# Auto GP в сезоне 2016
Сезон 2016 Auto GP — седьмой сезон данной серии (с даты создания под другим названием — семнадцатый), последний. Чемпионат был «возрождён» после «заморозки» в 2015 году. В этом сезоне участвующие в серии машины разделялись на классы (Формула-1, Формула-3, GP2, GP3, Мировая серия Рено, Формула-3000 и Формула Мастер), у двигателей болидов появился диапазон объёма от 2 до 4 литров. После первого же этапа серия была объединена с чемпионатом «Boss GP Series» из-за перехода туда нескольких команд и гонщиков.

## Команды и гонщики
В серии принимало участие четыре команды и семь гонщиков.
| Команда                     | Машина  | Шасси       | Мотор | Номер | Гонщик                 | Этапы |
| --------------------------- | ------- | ----------- | ----- | ----- | ---------------------- | ----- |
| Zele Racing                 | Auto GP | Lola B05/52 | Zytek | 7     | Луис Са Сильва         | 1-2   |
| Zele Racing                 | Auto GP | Lola B05/52 | Zytek | 8     | Доминик Фекете         | 1-2   |
| Zele Racing                 | Auto GP | Lola B05/52 | Zytek | 9     | Золтан Фекете          | 1-2   |
| PS Racing                   | Auto GP | Lola B05/52 | Zytek | 15    | Махавир Рагхунатан     | 1-2   |
| PS Racing                   | Auto GP | Lola B05/52 | Zytek | 16    | Сальваторе де Плано    | 1-2   |
| MM International MotorSport | Ф-3000  | Lola B02/50 | Zytek | 32    | Армандо Манджини       | 1-2   |
| Torino Squadra Corse        | Auto GP | Lola B05/52 | Zytek | 55    | Луис Михаэль Дёрбеккер | 1     |

## Календарь сезона
| Этап | Этап | Трасса                              | Дата           | Поул                                                           | Лучший круг                                                    | Победитель                                                     |
| ---- | ---- | ----------------------------------- | -------------- | -------------------------------------------------------------- | -------------------------------------------------------------- | -------------------------------------------------------------- |
| 1    | Г-1  | Адрия, Адрия                        | 7-8 мая        | Луис Михаэль Дёрбеккер                                         | Луис Са Сильва                                                 | Луис Михаэль Дёрбеккер                                         |
| 1    | Г-2  | Адрия, Адрия                        | 7-8 мая        |                                                                | Луис Михаэль Дёрбеккер                                         | Луис Михаэль Дёрбеккер                                         |
| 2    | Г-3  | Монца, Монца                        | 2-3 июля       | определялось по результатам этапов чемпионата «Boss GP Series» | определялось по результатам этапов чемпионата «Boss GP Series» | определялось по результатам этапов чемпионата «Boss GP Series» |
| 2    | Г-4  | Монца, Монца                        | 2-3 июля       | определялось по результатам этапов чемпионата «Boss GP Series» | определялось по результатам этапов чемпионата «Boss GP Series» | определялось по результатам этапов чемпионата «Boss GP Series» |
| 3    | Г-5  | Ассен, Ассен                        | 6-7 августа    | определялось по результатам этапов чемпионата «Boss GP Series» | определялось по результатам этапов чемпионата «Boss GP Series» | определялось по результатам этапов чемпионата «Boss GP Series» |
| 3    | Г-6  | Ассен, Ассен                        | 6-7 августа    | определялось по результатам этапов чемпионата «Boss GP Series» | определялось по результатам этапов чемпионата «Boss GP Series» | определялось по результатам этапов чемпионата «Boss GP Series» |
| 4    | Г-7  | Автодром имени Масарика, Брно       | 10-11 сентября | определялось по результатам этапов чемпионата «Boss GP Series» | определялось по результатам этапов чемпионата «Boss GP Series» | определялось по результатам этапов чемпионата «Boss GP Series» |
| 4    | Г-8  | Автодром имени Масарика, Брно       | 10-11 сентября | определялось по результатам этапов чемпионата «Boss GP Series» | определялось по результатам этапов чемпионата «Boss GP Series» | определялось по результатам этапов чемпионата «Boss GP Series» |
| 5    | Г-9  | Автодром Энцо и Дино Феррари, Имола | 8-9 октября    | определялось по результатам этапов чемпионата «Boss GP Series» | определялось по результатам этапов чемпионата «Boss GP Series» | определялось по результатам этапов чемпионата «Boss GP Series» |
| 5    | Г-10 | Автодром Энцо и Дино Феррари, Имола | 8-9 октября    | определялось по результатам этапов чемпионата «Boss GP Series» | определялось по результатам этапов чемпионата «Boss GP Series» | определялось по результатам этапов чемпионата «Boss GP Series» |